# Motohiko Ban
Motohiko Ban (伴 素彦), född 1 januari 1905 i Otaru, död 3 september 1998, var en japansk backhoppare. Han var med i de Olympiska vinterspelen i Sankt Moritz 1928 i backhoppning där han kom på 38:e plats vilket betydde sista platsen i tävlingen.